# Stare Młodochowo
Stare Młodochowo – wieś w Polsce, w województwie mazowieckim, w powiecie płońskim, w gminie Raciąż.
Do 2023 miejscowość była częścią wsi Nowe Młodochowo.
W latach 1975–1998 miejscowość administracyjnie należała do województwa ciechanowskiego.